# Carrer de Mar
El carrer de Mar (pronunciat a vegades "marc" per gent gran de la ciutat) és un dels carrers principals de Badalona situat al barri del Centre, i el carrer comercial per excel·lència de la ciutat. Enllaça la plaça de la Vila amb la Rambla, just a tocar del mar. Actualment, en aquest carrer comercial s'hi troben els comerços més antics i de renom de la ciutat. Des del 2012, el carrer connecta amb el Port gràcies a la construcció d'un nou tram del Passeig Marítim.

## Història
Durant el segle xviii, a redós de la industrialització barcelonina, Badalona va començar a créixer cap al mar, i es va urbanitzar la zona costanera coneguda com "Baix a Mar", on van aparèixer les típiques cases badalonines amb els badius. La via principal que unia aquest barri nou amb el nucli tradicional de Dalt de la Vila va ser el Camí de Mar (actual carrer de Mar).
El carrer ha tingut al llarg de la seva història incomptables botigues i establiments de tots els tipus possibles. Alguns dels comerços més coneguts foren ca la Quima Llaunera, que després passaria a ser els magatzems Deulofeu (als números 47-53, destruïts en un incendi el 29 de setembre de 1979), la ferreteria Badalonesa, la Llibreria Catalònia (al número 110, entre els anys 1961 i 1992) o la pastisseria Ventura, que va tancar l'1 de juliol de 2012, després de més de cent anys de servei.
Altres establiments han aconseguit mantenir-se al llarg del temps. Entre aquests hi ha la Farmàcia Surroca, actualment la més antiga del carrer, fundada el 1878, la farmàcia Serentill, la drogueria Boter, la bomboneria de ca l'Almera, la jogueteria la Sirena, les botigues de roba Boutique, la Moda i Selecta Vidal, la sabateria Gubern, la granja Teixidó, la botiga de fotografia Domingo o els 2 "Frankfurt's", en especial el que fa cantonada amb la plaça de la Vila.
A més d'un eix comercial important, el carrer era una de les principals zones lúdiques de la ciutat. Malgrat no ser una zona de vianants, era una de les zones preferides dels ciutadans per a passejar-hi i fer una parada per prendre alguna cosa a diversos bars i cafeteries que van ocupar els seus locals com can Punt, can Martri o can Misèries. L'any 1969 va ser reurbanitzat i va esdevenir un carrer per a vianants (la inauguració va ser el 20 de desembre d'aquell mateix any.) Cal esmentar també una gran presència de teatres i cinemes durant molt de temps, des de la fundació del Teatre Zorrilla el 1868, que més endavant va funcionar com a cinema, amb el nom de Cine Aya durant la dècada de 1950. També el 1887 es fundà el Teatro Español, que a més funcionava com a sala de ball, anomenada La Verbena; anys més tard el mateix local l'ocuparia el Cinema Nou entre 1915 i 1934, en què es trasllada a un altre número del mateix carrer. El local continuà ocupat per la seu de la Lliga Regionalista i, passada la Guerra Civil, el va ocupar la Falange i, a partir dels anys cinquanta, el cinema Verbena.
Encara es conserven un bon nombre d'edificis de principis del segle xx, tant construïts com remodelats, molts dins de la línia modernista o bé de l'art déco, principalment dels arquitectes Joan Amigó i Barriga i Joan Padrós i Fornaguera, que conformen gran interès com a conjunt urbanístic, juntament amb els carrers adjacents que conformen el primer eixample badaloní. Alguns edificis estan inclosos en l'Inventari del Patrimoni Arquitectònic Català són la Casa Prat, l'antiga ferreteria Badalonesa, la sabateria Gubern, la drogueria Boter o la farmàcia Surroca. Altres edificis importants adjacents al carrer de Mar són per exemple Casa Clarós, també anomenada Can Tanet, de l'any 1905, i la Casa Miquel Badia, del 1907, totes dues obra de Joan Amigó. L'any 1919 va rebre el nom oficial de carrer Prat de la Riba, malgrat que ja era conegut popularment amb el nom que ha acabat sent el seu nom actual.

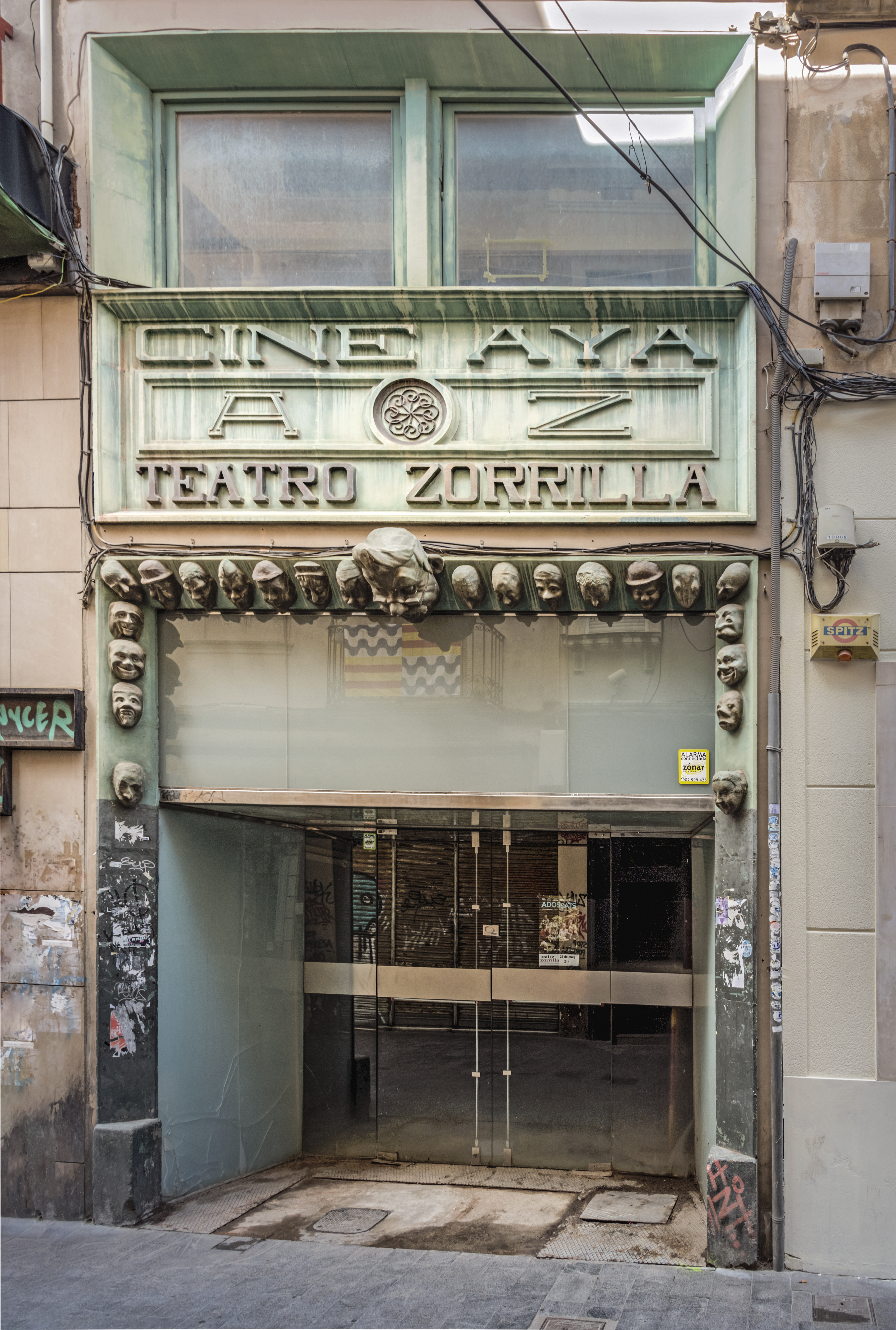
Entrada lateral del Teatre Zorrilla i antic Cine Aya.
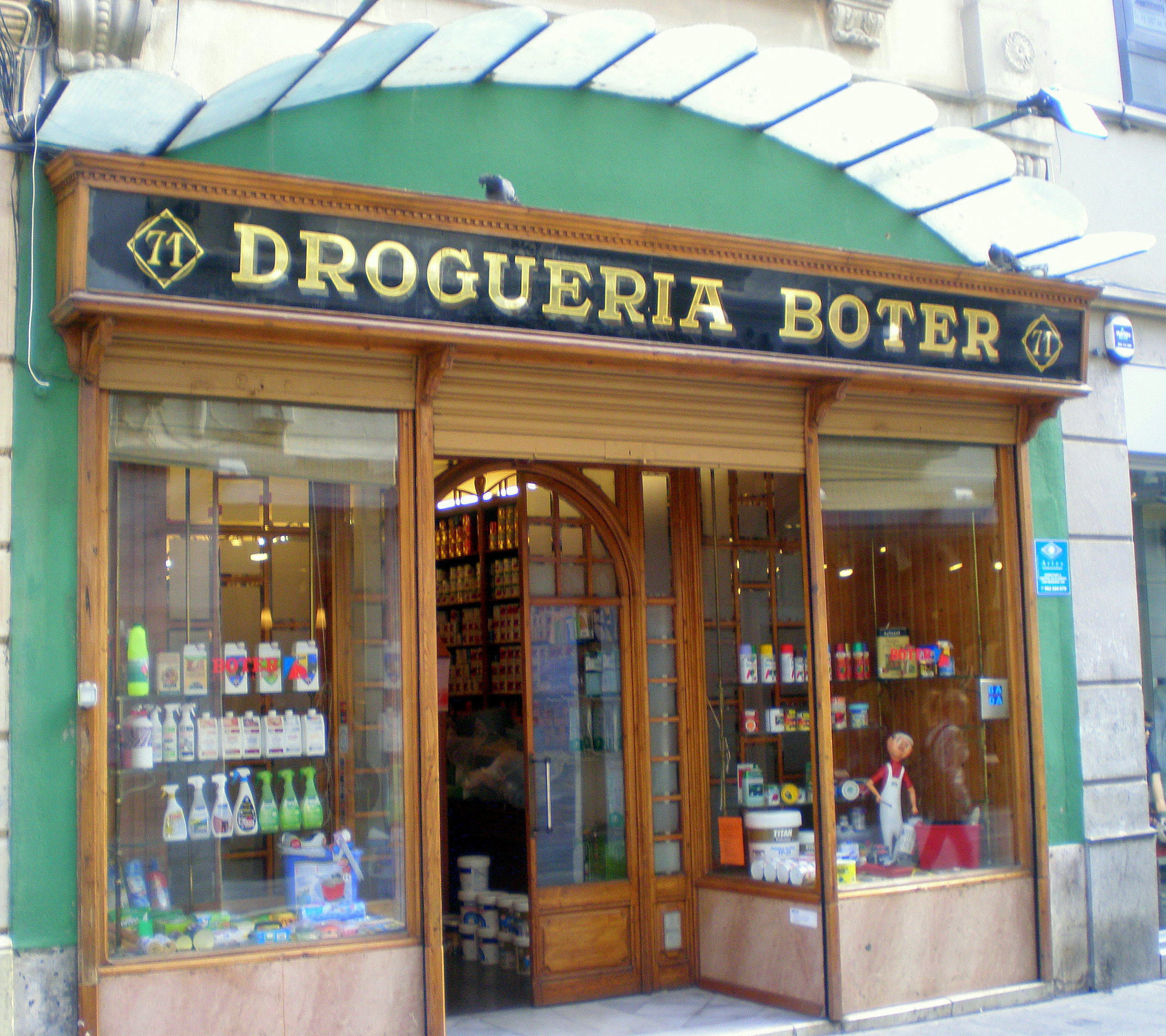
Drogueria Boter
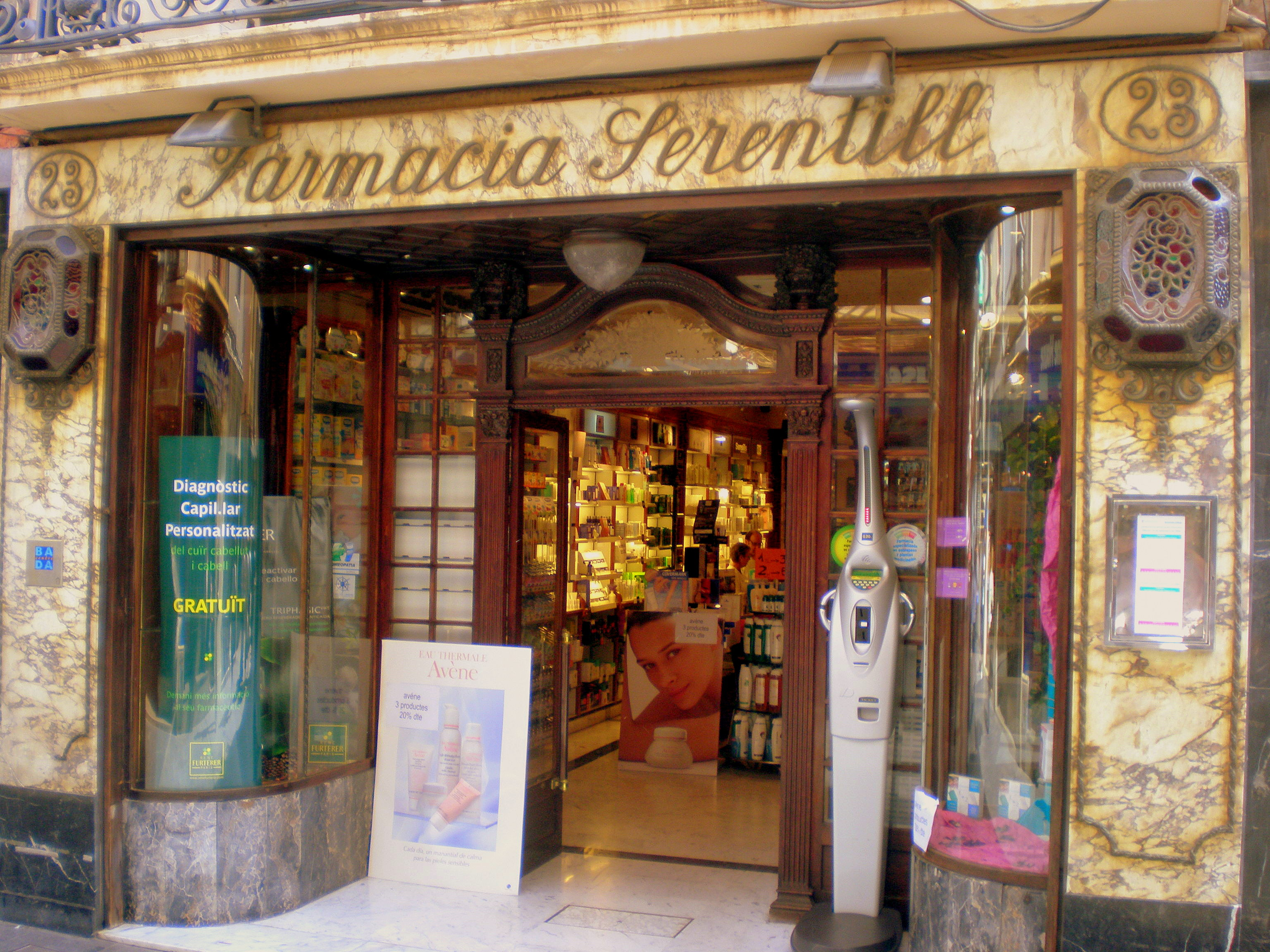
Farmàcia Serentill

## Eix de carrers
El carrer de Mar neix al carrer de Francesc Layret, antigament anomenada carretera Reial o simplement la carretera, encara avui part de la N-II. Baixant des de la plaça de la Vila, en el seu camí fins al mar el travessen els següents carrers: carrer de la Soledat, carrer de la Pietat, carrer del Canonge Baranera (un altre important carrer comercial de la ciutat, també anomenat popularment carrer d'en Cueta), carrer de Sant Francesc de Paula, carrer de Jesús, carrer de Sant Pere, carrer de Ribas i Perdigó (també anomenat popularment com carrer de la Granota), carrer de Cortijo, carrer del Tei, carrer de Cadis, carrer de la Platja, carrer de Santa Anna, carrer de Santa Teresa, carrer de Sant Llorenç, carrer de Sant Carles, carrer de Sant Joaquim, passeig de La Rambla i, una vegada creuades les vies del tren, el passeig marítim i el carrer d'Eduard Maristany.